# Maxime Gonalons
Maxime Gonalons (* 10. března 1989, Vénissieux, Francie) je francouzský fotbalový záložník a reprezentant, od srpna 2020 hráč klubu Granada, kde byl již sezónu předtím na hostování.

## Klubová kariéra
V A-týmu Lyonu debutoval v sezóně 2009/10. Později se stal kapitánem týmu.
V sezóně 2011/12 vyhrál s Lyonem Coupe de France (francouzský fotbalový pohár). Na začátku sezóny 2012/13 se klub utkal v Trophée des champions (francouzský Superpohár) s vítězem Ligue 1 - týmem Montpellier HSC, kterého zdolal až v penaltovém rozstřelu poměrem 4:2. Gonalons odehrál celý zápas.

V sezóně 2013/14 se dostal s Lyonem do finále Coupe de la Ligue, kde jeho tým podlehl celku Paris Saint-Germain 1:2.
V červenci 2017 přestoupil za 5 milionů eur z Olympique Lyon do italského AS Řím.
V srpnu 2020 jej španělský klub Granada získal natrvalo. Později v den uzavření přestupu u něj byla potvrzena nákaza nemocí covid-19.

## Reprezentační kariéra
Gonalons prošel francouzskými mládežnickými reprezentacemi U19 a U21.
V A-týmu Francie debutoval 11. 11. 2011 v přátelském zápase v Saint-Denis proti týmu USA (výhra 1:0).